# Joe Orton
Joe Orton (Leicester, 1933 - 1967) fou un dramaturg anglès que va morir als 34 anys, assassinat pel seu amant pres d'un atac de gelosia. Darrere seu deixava una curta vida literària: una novel·la inèdita, 3 peces de teatre llargues i 4 de curtes i un reconeixement general.

## Obra dramàtica
- The Ruffian on the stair (1963)
- Entertaining Mr. Sloane (1963)
- Loot
- The Good and Faithful Servant
- The Erpingham Camp (1965)
- Funeral Games (1966)
- What the Butler Saw (1967)

## Traduccions al català
- El facinerós és al replà. Traducció de Jaume Melendres.
- El botí. Edicions Bromera. Col·lecció Teatre Bromera, 10. 2002
- Tot el teatre 1. Prometeu Edicions. 2020. Edició bilingüe amb traducció de Marc Rosich.[1]